# Santa Emiliana (titolo cardinalizio)
Il titolo cardinalizio di Santa Emiliana fu eretto da papa Alessandro I intorno al 112 ed era incluso tra quelli compresi nel sinodo romano del 1º marzo 499. Fu soppresso intorno al 600 da papa Gregorio I, che lo sostituì con quello di Santa Balbina.

## Titolari
- Gioviano (494)